# Julia Łozińska
Julia Łozińska (z Surinow lub Surynow, 1° voto Raszewska, działała w latach 1828-1859) – polska aktorka teatralna.

## Kariera teatralna
W latach 1828–1840 grała w zespole teatralnym Wincentego Raszewskiego. Następnie poślubuła Władysława Łozińskiego i występowała pod jego nazwiskiem i w jego zespole. W latach 1846–1851 grała w teatrze lwowskim oraz innych zespołach teatrów kresowych: Pillik-Wolskiej w Kamieńcu Podolskim (1853), Pauliny Zielińskiej w Humaniu i Żytomierzu (1853, 1855) i T. Borkowskiego w Kijowie (1858-1859). Wystąpiła m.in. w rolach: Komornikowej (Żydzi), Amelii (Trzydzieści lat, czyli Życie szulera), Jenny (Wariatka), Małgorzaty (Wieża piekielna), Amelii (Jest temu lat szesnaście), Cery (Niewolnica z Surynam), Ludwiki (Intryga i miłość), Teresy (Teresa, czyli Sierota z Genewy), Elizy (Akt piąty), Klary (Śluby panieńskie), Barbary (Barbara Zapolska), Margrabiny (Czarny lekarz), Wojewodziny (Zosia Przybylanka) i Erazmowej (Okrężne).

## Życie prywatne
Była córką pułkownika. Jej pierwszym mężem był aktor i przedsiębiorca teatralny Wincenty Raszewski. Ich synowie: Antoni i Michał również byli zawodowo związani z teatrem. Ok. 1840 r. wyszła za mąż ponownie za aktora i przedsiębiorcę teatralnego - Władysława Łozińskiego.